# 2007 TV431
2007 TV431, também escrito como 2007 TV431, é um objeto transnetuniano que está localizado no Cinturão de Kuiper, uma região do Sistema Solar. Este corpo celeste é classificado como um provável plutino, pois, o mesmo está em uma ressonância orbital de 2:3 com o planeta Netuno. Ele possui uma magnitude absoluta de 9,4 e tem um diâmetro estimado com 58 km.

## Descoberta
2007 TV431 foi descoberto no dia 14 de outubro de 2007.

## Órbita
A órbita de 2007 TV431 tem uma excentricidade de 0,235 e possui um semieixo maior de 39,397 UA. O seu periélio leva o mesmo a uma distância de 30,149 UA em relação ao Sol e seu afélio a 48,646 UA.